# 寝屋川

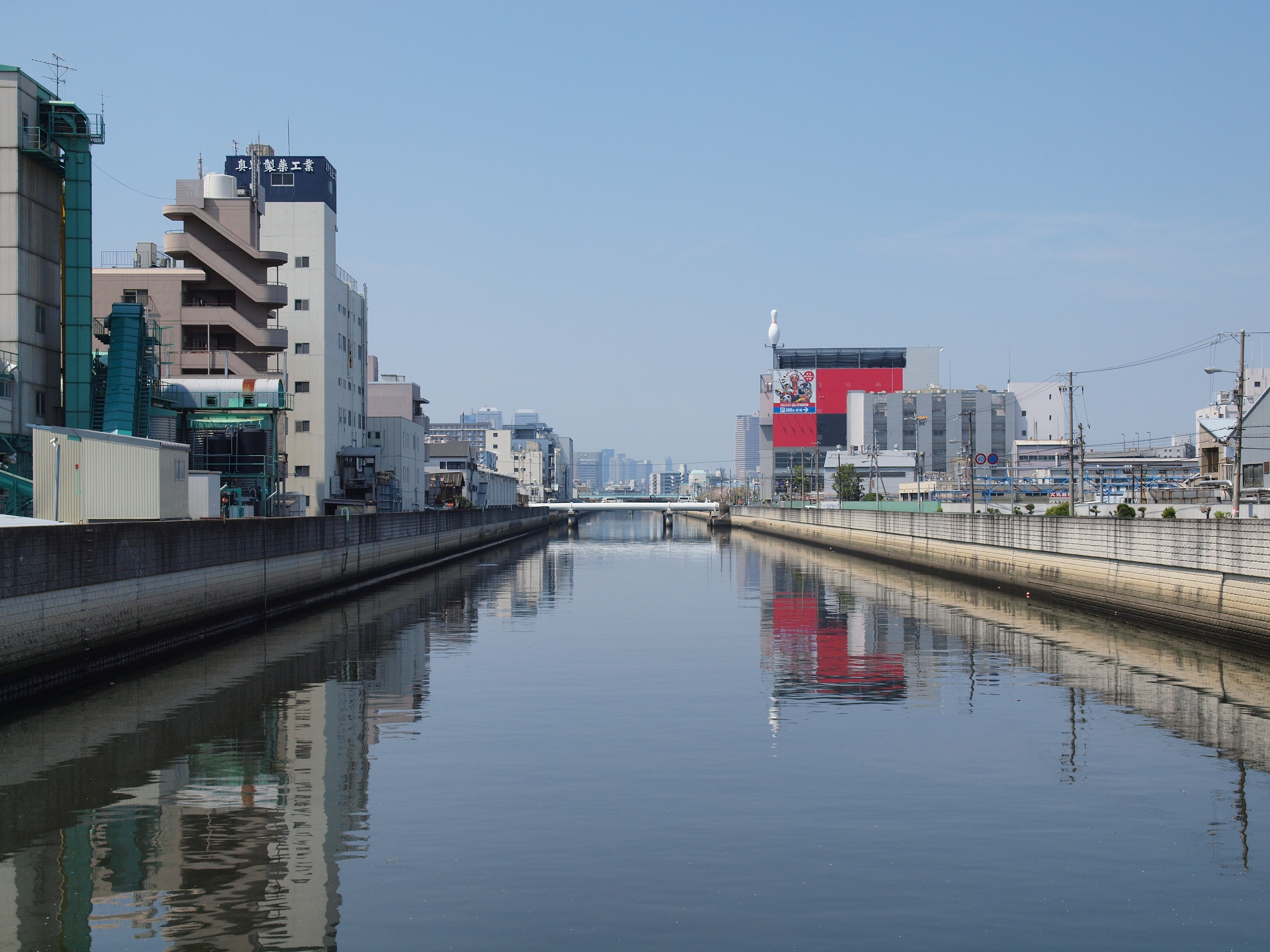
放出大橋付近（大阪市鶴見区、2009年4月撮影）

寝屋川（ねやがわ）は、大阪府東部を流れる淀川水系の河川。大阪府管轄の一級河川である。2006年（平成18年）7月に特定都市河川に指定されている。

## 地理
大阪府交野市星田付近に源を発し西に流れる。寝屋川市内で南に転じ大東市で再度西に向きを変え、大阪市中央区と都島区の境界で旧淀川（大川）に合流する。

## 流域の自治体
大阪府
交野市、寝屋川市、門真市、大東市、東大阪市、大阪市鶴見区、城東区、中央区、都島区

## 主な支流
- 恩智川
- 古川
- 第二寝屋川
  - 楠根川
  - 平野川
  - 長瀬川
  - 玉串川

## 歴史
東大阪市北部、大東市は中世まで新開池・深野池などの湿地帯であった。1704年に大和川の付替えが行われ、新開池・深野池は無くなったが上流からの水の流れは寝屋川として残された。池の跡地は幾人もの人手により新田開発が行われ、そのうち鴻池三代目善右衛門宗利が干拓を手がけた地域である新開池の跡地は現在も東大阪市内に「鴻池新田」の地名として残っている。
深野池干拓以前寝屋川は門真市の巣本で終わり、そこから深野池に注いでいた。巣本から徳庵までの現在の寝屋川は深野池干拓時に堤防を先に作ってそれに沿うように上流の水を流したものである。同時に清滝川も元々深野池で終わっていたのを長い堤防で寝屋川に直結した。
現在は徳庵で西側から古川、東側から五箇井路と六郷井路が合流して西の今福まで直進し、そこから鴫野を通って緩やかに西に曲がりながら大川に注ぐ形になっているが、この直進部分は元々徳庵井路であり、元来の寝屋川は徳庵から稲田本町までJR片町線に沿うように南下して楠根川（現、第二寝屋川）に合流し、今度は南側から長瀬川が合流する放出から北西方の鴫野に至り、現行のルートに繋がるという流れであった。しかし、寝屋川、楠根川、長瀬川が合流するとどうしても水量が多く頻繁に洪水を起こしてしまうため、寝屋川は楠根川、長瀬川と分離されることとなり、徳庵から直進する徳庵井路を拡張してこれを新たな寝屋川とし、元々の徳庵から稲田本町までのルートは埋め立ててしまった。それは現在も大阪市と東大阪市の境界線として残っている。上記は大東市史、東大阪市史等に多く記載されている。
ちなみに、切り離された楠根川、長瀬川は放出で合流して鴫野に向かっていき、そこで寝屋川と合流していたが、1969年（昭和44年）に楠根川が第二寝屋川に生まれ変わった際、放出から鴫野のルートは埋め立てられ、新たに放出から西に直進して大阪城の東で平野川に合流するルートに変更され、そこから大阪城の北で寝屋川と合流する流れとなっている。
中流はこの干拓により天井川となった。現在はそそり立った壁のようなコンクリートの堤防が両岸を守っている。寝屋川市音羽町付近では川底が周りより数mも高くなっている。この天井川状態は京阪電鉄萱島駅付近まで続いている、その他旧地名の三井や国松緑丘からの悪水は支流の南前川の下をくぐって音羽町付近で悪水路へ流出している。
「１級河川寝屋川の再生と市民活動・まちづくり」で、平成17年度手づくり郷土賞（地域活動部門）受賞。

### 大東水害
寝屋川の中流域では、過去に幾度も水害に悩まされてきた。特に1972年（昭和47年）と1976年（昭和51年）の水害では、流域の大東市内の広範囲にわたって浸水した。
1972年の洪水では、川幅拡張等の改修工事が進められていた矢先に未改修の支流の狭窄区間で溢水し、周辺の住民は「速やかに改修を進めておれば水害が起きなかった」として損害賠償を求める裁判を起こした。裁判は最高裁までもつれ、最終的には原告の敗訴が確定した。
大東市から寝屋川市にかけて広がっている深北緑地はかつての深野池の一部であるが、現代は寝屋川が氾濫した際に遊水地として使用されるように公園として整備されている。

## 下水処理場
寝屋川流域下水道が整備され淀川は下流で浄水の取水口が有るため、淀川左岸の下水は寝屋川に高度処理をされて排水されている。
- 淀川左岸流域下水道渚水みらいセンター・枚方市に有る広域下水処理場、京都府八幡市・枚方市・交野市の汚水を処理して寝屋川に排水している。
- 寝屋川流域下水道なわて水みらいセンター・四条畷市に有る広域下水処理場。
- 寝屋川流域下水道鴻池水みらいセンター・東大阪市に有る広域下水処理場。
- 今福下水処理場・大阪市城東区に有る大阪市の下水処理場。